# Charles Willson Peale

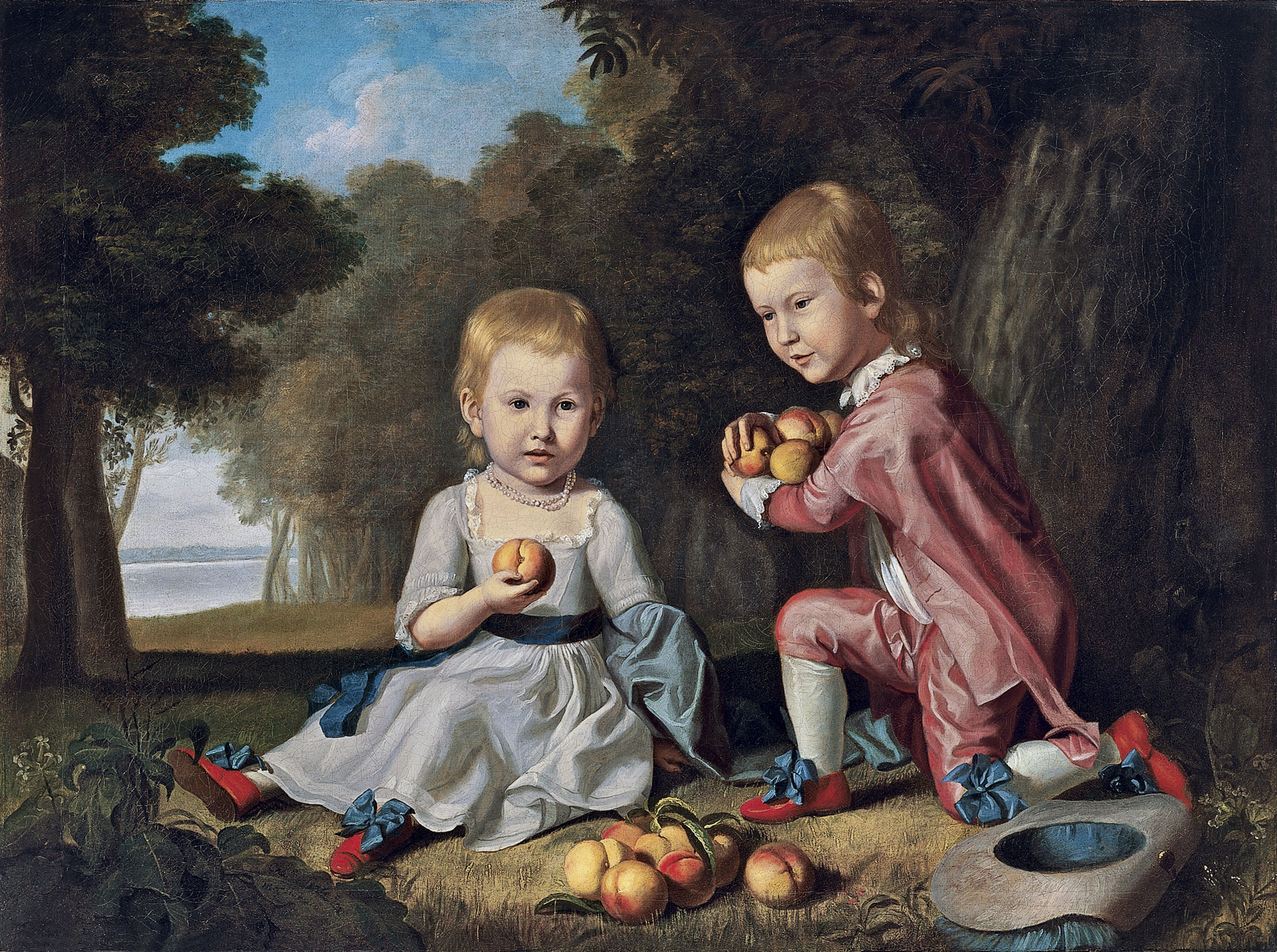
Retrato de Isabella y John Stewart, c.1773-1774. [http://www.museothyssen.org/thyssen/ficha_obra/251 Museo Thyssen-Bornemisza

Charles Willson Peale (15 de abril de 1741-22 de febrero de 1827) fue un pintor y naturalista estadounidense.
Está considerado el fundador del primer gran museo de Estados Unidos, el Peale Museum de Baltimore. Llamó a sus hijos con nombres de pintores flamencos famosos: Rembrandt (1778-1860), Rubens Peale (1784-1864).

## Galería de imágenes
- Pinturas de Charles Willson Peale en Commons